# Coventry Patmore
Coventry Kersey Dighton Patmore (23 juillet 1823 - 26 novembre 1896) était un poète anglais et un critique littéraire plus particulièrement connu pour son poème narratif The Angel in the House, décrivant son idéal d'un mariage heureux.
Au travers de ce poème, il eut une influence manifeste sur la conception de la femme idéale dans la société victorienne. 
The Angel in the House trouve sa suite dans les poèmes suivants de Coventry Patmore, The Espousals (Les Épousailles) (1856), Faithful for Ever (Fidèle pour toujours) (1860), et The Victories of Love (Les Victoires de l'amour) (1862). 
Valery Larbaud, qui lui consacra une étude, et Paul Claudel, qui traduisit certains de ses poèmes pour la N.R.F., lui vouaient une grande admiration. 
Son ami et collègue auteur, Edmund Gosse l'a incité à poser pour le peintre américain John Singer Sargent à l'été 1894. Ce tableau a été salué à la Royal Academy de 1895, et a été décrit par le Magazine of Art comme le portrait le plus électrisant de l'exposition. Gosse lui-même a dit du portrait qu'une main d'une puissance consommée a fixé pour toujours sur la toile la vieillesse de Coventry Patmore.